# Kel-Tec PLR-16
Kel-Tec PLR-16 là một loại súng ngắn bán tự độngđược chế tạo bởi công ty Kel-Tec tại Florida Hoa Kỳ. PLR (viết tắt của Pistol Long Range, súng ngắn tầm xa) được thiết kế dùng để bắn giải trí và các trò chơi săn bắn nhỏ, các sinh vật nhỏ hay động vật ăn thịt.

## Thiết kế
PLR-16 sử dụng hệ thống nạp đạn bằng khí nén kết hợp giữa thoi nạp đạn xoay có nhiều móc và bộ khóa nòng khóa cố định của khẩu AR-15 cùng việc sử dụng hệ thống trích khí của khẩu M1 Garand, M14 và AK-47. Hệ thống này đòi hỏi việc bảo trì ít hơn so với hệ thống trích khí của khẩu AR-15. Thân của PLR-16 làm bằng nhựa tổng hợp gia cố nên nó khá bền nhưng nhẹ.
Súng sử dụng loại đạn 5.56x45mm NATO. Do nòng của PLR chỉ có 234 mm in nên sơ tốc của loại đạn 5.56x45mm NATO bị giảm đi so với nòng truyền thống 406 mm mà nó thường được sử dụng. Phía trên thân của nó có một thanh răng M-1913 có thể dùng để gắn nhiều loại ống nhắm khác nhau.